# Otto Ruge
Otto Ruge (Kristiania, 9 gennaio 1882 – Forte di Høytorp, 15 agosto 1961) è stato un generale norvegese, comandante in capo delle forze armate norvegesi durante l’attacco nazista alla Norvegia nell’aprile 1940.

## Biografia
Dopo aver frequentato l'accademia militare norvegese a Oslo, nel 1933 viene promosso colonnello e nominato Capo di Stato maggiore. Nel 1938 si dimette per diventare Ispettore Generale della Fanteria.

## La seconda guerra mondiale
Dopo lo scoppio della seconda guerra mondiale e l'invasione della Norvegia da parte del Terzo Reich Ruge viene promosso general-maggiore e sostituisce il generale Kristian Laake, ormai prossimo alla pensione, che aveva mostrato un atteggiamento disfattista di fronte alle possibilità del Paese di resistere all'attacco nazista.
Ruge, per quanto fosse convinto della necessità di cercare di combattere contro la Germania, non si faceva illusioni sulle possibilità dell'esercito norvegese di tenere testa a quello tedesco senza un aiuto da parte degli alleati. Dopo pochi giorni dall'inizio dell'invasione nazista, infatti, la Wehrmacht aveva conquistato tutte le principali città norvegesi anche grazie alla schiacciante superiorità aerea garantita dalla Luftwaffe.
La strategia di Ruge si basava su una lenta ritirata verso nord che si sarebbe arrestata sulla linea difensiva a sud di Trondheim, in attesa di rinforzi da parte degli Alleati che però tardarono ad arrivare. Dopo la sconfitta nella battaglia di Narvik alla Norvegia non rimase che negoziare la resa.
Ruge venne arrestato dalle forze d'occupazione tedesche e deportato in Germania fino al termine del conflitto.

## Nel dopoguerra
Dopo la fine della seconda guerra mondiale, Ruge venne promosso tenente generale e tornò a ricoprire l'incarico di Comandante in Capo delle forze armante norvegesi. A seguito di contrasti con i suoi superiori politici, dopo pochi mesi si dimise dall'incarico.